# Drew McIntyre
Andrew McLean Galloway IV (Ayr, 6 de junho de 1985) é um lutador de luta livre profissional escocês, que atualmente trabalha para a WWE no programa Raw sob o nome Drew McIntyre.
Na WWE McIntyre conquistou por duas vezes o WWE Championship, uma vez o Intercontinental Championship e duas vezes o WWE (Raw) Tag Team Championship.  Ele atuou como Drew Galloway fora da WWE de 2001–2007 e novamente de 2014–2017, mas notavelmente na Total Nonstop Action Wrestling (TNA), onde venceu uma vez o TNA World Heavyweight Championship e uma vez o Impact Grand Championship. Ele também lutou extensivamente no circuito independente . Ele venceu por duas vezes o ICW World Heavyweight Championship, uma vez o Evolve Championship, uma vez o Open the Freedom Gate Championship, duas vezes o Evolve Tag Team Championship e uma vez o WCPW Championship.
Galloway voltou à WWE em abril de 2017 e juntou-se ao território de desenvolvimento da WWE, o NXT, onde venceu o NXT Championship no NXT TakeOver: Brooklyn III, tornando-se o primeiro homem a vencer o título em sua estreia no TakeOver e o primeiro lutador da WWE a segurá-lo depois de ter vencido anteriormente um título no plantel principal. Ao retornar ao escalão principal da WWE em 2018, ele ganhou o Raw Tag Team Championship com Dolph Ziggler. Em 2020 se tornou o vencedor do Royal Rumble e derrotou Brock Lesnar pelo WWE Championship no evento principal da WrestleMania 36. Ele é o primeiro campeão escocês da WWE, o primeiro campeão britânico da WWE e o trigésimo primeiro Campeão da Tríplice Coroa.

## Carreira no wrestling profissional

### Circuito independente (2001–2007)
Galloway começou a treinar a luta profissional aos 15 anos de idade quando sua família se mudou para o sul da Inglaterra para Portsmouth. Galloway também cita os lutadores consagrados da promoção ajudando nos treinos, incluindo Doug Williams, Paul Burchill e Alex Shane.
Em 2003, Galloway fez sua estréia no show inaugural da British Championship Wrestling (BCW), operando na área da Grande Glasgow. Enquanto estava lá, ele aprimorou ainda mais suas habilidades de luta livre, treinando com Colin McKay e depois Spinner McKenzie e desenvolvendo o personagem "Thee" Drew Galloway, um narcisista arrogante. Sua primeira luta, que aconteceu em fevereiro no No Blood, No Sympathy: Night 1 , o viu perder para Stu Natt. Ele obteve sua primeira vitória na segunda noite em uma luta de duplas ao lado de Wolfgang, derrotando Blade e Stu Pendous. Em dezembro, Galloway foi gerenciado por Charles Boddington, que o ajudou em seu primeiro sucesso significativo e o gerenciaria pelos próximos quatro anos. Em 5 de dezembro, Boddington anunciou que o BCW Heavyweight Champion Spinner McKenzie havia sido demitido e perderia o título; Boddington então deu instantaneamente o título para Galloway. Stevie Knight se opôs a isso e o desafiou para uma luta naquela mesma noite no Bad Tidings: Night 1 , vencendo o título. Galloway conquistou uma vitória não-título sobre Knight no mês de fevereiro seguinte em 2004, no Night of The Fan mas Knight se vingou ao tirar Galloway do torneio King of BCW.
Mais tarde naquele ano, Galloway fez uma série de lutas contra veteranos americanos. Em junho, ele foi derrotado pelo The Honky Tonk Man e mais tarde naquele mês perdeu em uma luta de duplas para Marty Jannetty e Highlander, com Sabotage ao seu lado. Em novembro, no apropriadamente intitulado Lo Down, Galloway enfrentou no evento principal em uma luta de contagem dupla contra D'Lo Brown. Ele então teve uma breve série de rivalidades, já que em março de 2005 ele derrotou Jay Phoenix mas sua revanche em novembro, oficiada por Mick Foley, terminou em no contest.  Em maio de 2006, após sua longa rivalidade na Irish Whip Wrestling, Galloway perdeu, e depois venceu lutas sucessivas contra o rival de longa data Sheamus O'Shaunessy.
Em novembro de 2006, Galloway se juntou a Lionheart no evento principal do Live in East Kilbride e derrotou o Campeão dos Pesos Pesados da BCW Highlander, que estava com Wolfgang. Isso o colocou na disputa pelo título no No Blood, No Sympathy IV em dezembro. A luta foi marcada como uma luta "I Quit" com Conscience como o árbitro convidado especial, com Galloway ganhando seu segundo BCW Heavyweight Championship. Ele manteve o título durante a maior parte de 2007, com defesas bem-sucedidas sobre Martin Stone, Allan Grogan e Lionheart, antes de desocupá-lo depois de se mudar para os Estados Unidos em setembro.
Depois de ganhar força na Escócia, Galloway começou a lutar em encontros pela República da Irlanda com a Irish Whip Wrestling (IWW) continuando a usar "Thee" Drew Galloway como sua gimmick. Com Charles Boddington ainda em seu canto, ele competiu em três competições durante sua primeira aparição em 23 de julho de 2005 para a Whiplash TV. Depois de perder para "SOS" Sheamus O'Shaunessy ele encontrou um destino semelhante contra Mad Man Manson, iniciando uma rivalidade entre os dois. Apesar dessas duas derrotas, seu status no exterior significava que ele já foi escalado em uma luta Ten-Man Gauntletpara determinar o principal candidato ao título principal. Galloway acabou perdendo para Vic Viper. No dia seguinte no Gym Wars Manson estava ausente, então Galloway tentou vingar sua derrota com O'Shaunessy, mas terminou em uma dupla contagem. Ao longo dos próximos meses Galloway recrutados vários lutadores, inclusive seu gerente Boddington, em uma série de lutas tag team e até mesmo de handicap contra Manson e suas equipes. Ele obteve sua primeira vitória em outubro contra Sean South em um aquecimento para a luta de trios do evento principal. A rivalidade entre Galloway e Manson foi finalmente resolvida em novembro no show final da IWW no SFX Theatre. Sua brutal e sangrenta Street Fight viu Galloway ganhar respeito por sua tenacidade e resistência mas sua seqüência de derrotas continuou.

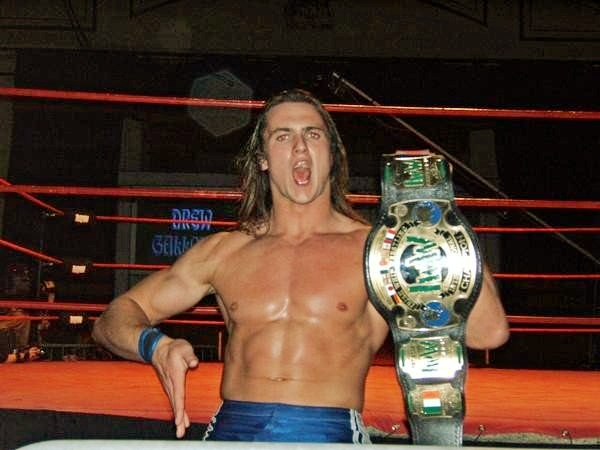
Galloway como Campeão Internacional dos Pesos Pesados da IWW

Com sua rivalidade contra Manson resolvida em uma Street Fight e apesar de ter vencido apenas uma luta com a empresa, Galloway teve uma chance pelo IWW International Heavyweight Championship devido a seu show roubando performances com Manson. Em 28 de janeiro de 2006, ele recebeu sua primeira luta pelo título contra Sheamus O'Shaunessy, evoluindo sua rivalidade de batalhas anteriores. A rivalidade rapidamente assumiu um sabor patriótico, com as cores azuis de Galloway da Escócia em confronto com as cores verdes de O'Shaunessy da Irlanda, espelhando o clássico do futebol Old Firm entre Glasgow Rangers e Glasgow Celtic, respectivamente. Esta alusão ao futebol tornou-se especialmente proeminente quando os dois se encontraram novamente no Verona Football Club, mais uma vez pelo título, embora a luta tenha mudado para uma partida lumberjack, o resultado e o campeão permaneceram os mesmos. Galloway permaneceu focado, provando seu domínio e determinação pelo título ao derrotar JC Williams e Brian Roche em uma luta handicap em 17 de março. Esta luta rendeu a ele uma lutade duas quedas contra o campeão no dia seguinte, na qual O'Shaunessy venceu por duas quedas a um; no dia seguinte produziu o mesmo resultado. Mais uma vez, Galloway provou ser um competidor feroz, fazendo com que Vic Viper concordasse duas vezes em lutas "I Quit"em abril. Com sua rivalidade se intensificando, o próximo desafio de Galloway com O'Shaunessy foi dado a estipulação de uma luta Last Man Standing. Mais uma vez, o irlandês manteve o título, como também fez em junho com a mesma estipulação.
Em 28 de agosto de 2006, Galloway finalmente conseguiu derrotar o irlandês reinante e venceu o IWW International Heavyweight Championship em uma luta individual. Ele defendeu com sucesso o cinturão naquela noite contra Go Shiozaki. Em novembro, Galloway levou o título para Londres, Inglaterra em novembro contra Jody Fleisch. No entanto, Galloway não foi capaz de se comprometer a defender totalmente o título, devido a outras reservas em sua terra natal e seus estudos acadêmicos, ele foi forçado a renunciar ao título em janeiro de 2007.
Enquanto a BCW se tornou sua promoção em casa e ele fez aparições regulares para a IWW, Galloway fez várias aparições em torno do circuito independente. Em 2004, ele apareceu para o incipiente International Pro Wrestling: Reino Unido (IPW: UK) em seu apropriadamente intitulado Show 2. Apesar de perder para Aviv Maayan em sua primeira exibição, no momento em que ele voltou em maio de 2005, sua reputação o tornou notório o suficiente para competir no evento principal Five Way Elimination para determinar o melhor dos pesos pesados britânicos. Galloway foi eliminado primeiro por Andy Boy Simmonz com um small package.
Entre os estudos, Gallow competiu em várias turnês da All Star Wrestling contra competidores incluindo TJ Wilson, PN Neuz, Chad Collyer e Brody Steele durante 2006. Em 15 de outubro de 2006, Galloway competiu na Insane Championship Wrestling (ICW) estreiando no show de Fear & Loathing, derrotando Darkside e Allan Grogan em uma luta three-way Irom Man de 30 minutos para se tornar o primeiro Campeão Peso Pesado da ICW. Ele manteve o título por 280 dias, perdendo-o no final das contas para Darkside em 22 de julho de 2007 em uma luta de eliminação de cinco homens que também envolveu Jack Jester, Wolfgang e Liam Thomson.
Apesar de ser sua única luta (ele foi usado duas vezes) pela NWA: Scottish Wrestling Alliance (NWA: SWA), Galloway representou a Equipe SWA contra a Equipe Sinner na luta principal do evento Clan Wars de março de 2006 , sendo eliminado primeiro por Highlander que foi usando as cordas. No final do mês, ele apareceu no evento inaugural da Premier British Wrestling (PBW) ganhando uma chance de se tornar o primeiro Campeão Peso Pesado da PBW ao derrotar Allan Grogan, mas perder para Wolfgang no evento principal. Em outubro, ele tentou ganhar outra chance pelo título, mas foi derrotado por Dave Moralez.
A reputação de Galloway continuou a precedê-lo, sendo colocado no torneio Real Quality Wrestling (RQW) Not Just For Christmas para coroar o Campeão Peso Pesado da RQW inaugural. Representando a IWW, tendo feito sua defesa do título IWW contra Fleisch no início do ano, Galloway enfrentou El Ligero da SAS Wrestling indo para a semifinal perdendo para o Pac da One Pro Wrestling por contagem. Galloway continuou a aparecer em abril, levando sua rivalidade com 'SOS' Sheamus O'Shaunessy para Londres com uma contagem dupla o que levou a uma revanche em junho, onde Galloway conquistou a vitória em um Street Fight. Mais tarde naquela noite, depois de fazer uma declaração com sua vitória sobre O'Shaunessy, Galloway atacou o Campeão dos Pesos Pesados da RQW, Martin Stone, durante sua defesa de título contra Takeshi Rikio. Este ataque levou à luta final de Galloway no Reino Unido no Summer Brawl de agosto. Apesar de ter atacado Stone no início da noite, Galloway não conseguiu a vitória e não conseguiu conquistar o título. A última aparição de Galloway foi servir como árbitro para PBW em 15 de setembro em uma luta que viu Darkside derrotar Lionheart para se tornar o candidato ao título.
Galloway apareceu no show inaugural da Insane Championship Wrestling promovido por um jovem Mark Dallas. Galloway venceu uma luta Triple Threat sobre Darkside e Allan Grogan para se tornar o primeiro Campeão Peso Pesado da ICW. Galloway manteve o título por 280 dias, retendo contra Wolfgang e Allan Grogan, antes de perder o título para Darkside em uma luta de cinco homens que também incluiu Jack Jester , Wolfgang e Liam Thomson. Esta foi sua última aparição para a empresa até 2014.

### World Wrestling Entertainment / WWE

#### Primeiras aparições (2007-2008)
Galloway assinou com a WWE no final de 2007 e fez sua estreia oficial na WWE na edição de 12 de outubro de 2007 do SmackDown! sob o nome de ringue modificado para Drew McIntyre. Em sua luta de estreia, McIntyre, acompanhado por seu mentor Dave Taylor, derrotou Brett Major com um roll-up, estabelecendo-se como um heel. Na semana seguinte, ele derrotou Brian Major com a ajuda de Taylor. No início de 2008, McIntyre foi separado de Taylor e mudou-se para a marca Raw, fazendo sua estréia oficial em 6 de janeiro no episódio do Heat como um face, derrotando Charlie Haas.

#### Florida Championship Wrestling (2007–2009)
Após sua curta passagem pela pantel da WWE, McIntyre foi transferido para o território de desenvolvimento da WWE, Florida Championship Wrestling (FCW). Ele reformou sua equipe com Stu Sanders, agora sob o nome de The Empire. Em abril, eles enfrentaram The Puerto Rican Nightmares (Eric Pérez e Eddie Colón), que venceram a luta e uma chance pelo FCW Florida Tag Team Championship, que os The Nightmares venceram. The Empire receberam duas chances consecutivas de vencer o FCW Florida Tag Team Championship em 6 de maio. Sua primeira defesa de título foi contra o antigo rival de McIntyre, Sheamus O'Shaunessy, mas seu parceiro "Sterling Jack" Gabriel acertou-os acidentalmente e o The Empire capitalizou para manter os títulos. The Empire perdeu os títulos em 17 de julho para Joe Hennig e Gabe Tuft. Em 16 de agosto, The Empire implodiu quando McIntyre enfrentou Sanders em uma luta que terminou em uma contagem dupla e sua revanche no final de setembro terminou em um empate por tempo limite.

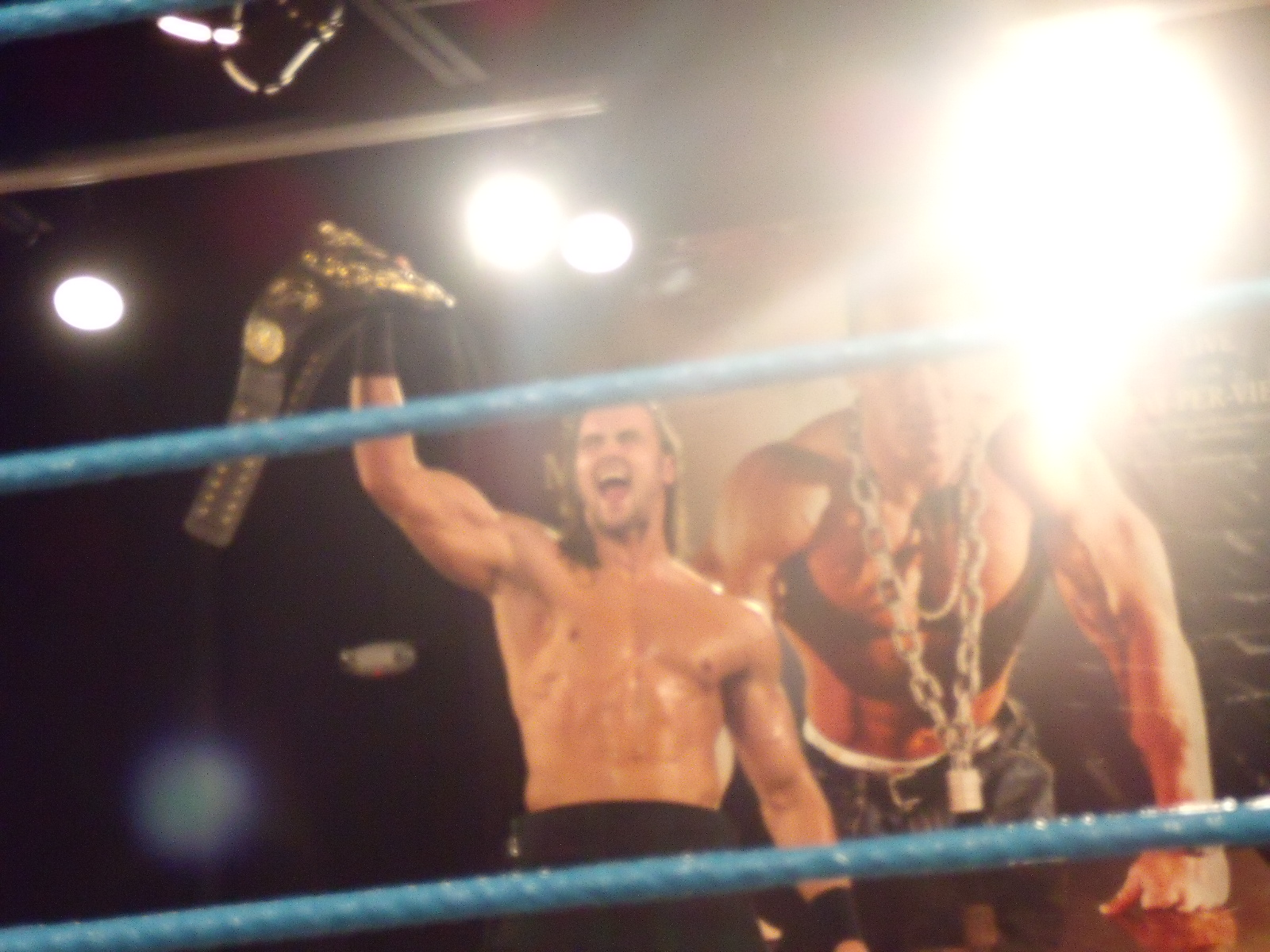
McIntyre foi transferido para o território de desenvolvimento da WWE Florida Championship Wrestling em 2008, e venceu o FCW Florida Heavyweight Championship no ano seguinte.

Em 7 de outubro, McIntyre participou de uma disputa pelo FCW Florida Heavyweight Championship e derrotou Tuft para chegar à final, mas perdeu para Eric Escobar (o ex-Eric Peréz). McIntyre fechou o ano com uma tentativa malsucedida de ganhar o FCW Florida Heavyweight Championship em uma luta four-way, mas Escobar conquistou o título de O'Shaunessy.
No início de 2009, McIntyre entrou em uma rivalidade com Joe Hennig, mas sua primeira luta em fevereiro terminou em uma contagem dupla. McIntyre interferiu na luta de Hennig na semana seguinte, custando-lhe a luta. Em 26 de fevereiro, Hennig derrotou McIntyre e foi naquela noite para ganhar o FCW Florida Heavyweight Championship de Escobar. A rivalidade terminou abruptamente quando Hennig desocupou o título após uma lesão, fazendo com que McIntyre fosse elevado à posição de candidato ao título, derrotando Escobar pelo título vago em 19 de março. McIntyre defendeu regularmente o título até 11 de junho, quando Tyler Reks (o ex-Gabe Tuft) conquistou o título em sua segunda tentativa. Mais tarde naquele mês, McIntyre não conseguiu vencer uma batalha real de 14 homens por uma chance de reconquistar o título. Em 25 de junho, McIntyre foi escalado para formar uma equipe com O'Shaunessy contra o retorno de Hennig e DJ Gabriel (o mencionado "Sterling Jack" Gabriel), mas como nenhuma das equipes trabalharia em conjunto uma luta four-way foi reservada, que O'Shaunessy venceu. McIntyre e O'Shaunessy não conseguiram reconquistar o FCW Florida Heavyweight Championship em meados de julho. McIntyre recebeu uma oportunidade no dia seguinte com o mesmo resultado.

#### The Chosen One e Campeão Intercontinental (2009–2010)

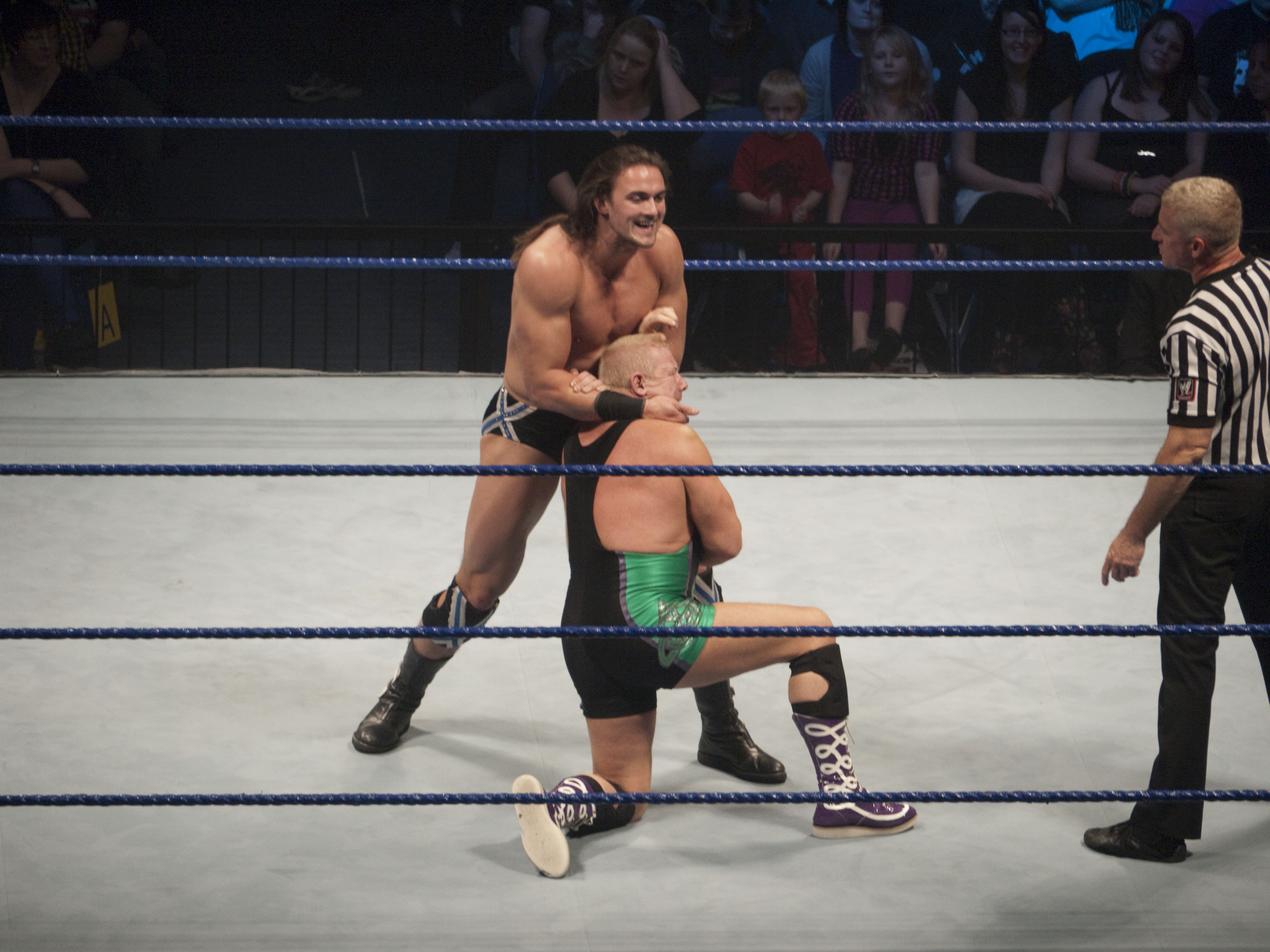
McIntyre em uma luta contra Finlay.

Em 28 de agosto de 2009, McIntyre re-estreou na marca SmackDown, desconsiderando seu tempo anterior na televisão, e se estabeleceu como um vilão atacando R-Truth assim que ele entrou no ringue, usando seu novo golpe de finalização um duplo underhook DDT, o Scot Drop (logo renomeado como Future Shock ). McIntyre continuou a atacar Truth nas semanas seguintes, alegando estar no show para lutar e não festejar como R-Truth. Em 18 de setembro, enquanto Charlie Haas esperava para enfrentar R-Truth, McIntyre veio ao ringue para explicar que R-Truth havia se ferido nos bastidores e, em seguida, atacou Haas. Em 25 de setembro, o presidente da WWE, Mr. McMahon apresentou McIntyre como um "futuro campeão mundial" que ele contratou pessoalmente, após o que Truth fez um ataque de retorno contra McIntyre. Na semana seguinte no SmackDown , McIntyre continuou a travar festas fazendo um discurso na celebração de uma década do SmackDown até que R-Truth o jogou em uma mesa e no bolo de aniversário. Isso tudo levou à primeira luta adequada de McIntyre desde seu retorno no Hell in a Cell, onde McIntyre derrotou R-Truth em menos de cinco minutos novamente usando seu finalizador DDT.
McIntyre enfrentou R-Truth mais uma vez e venceu por contagem para representar o SmackDown no Bragging Rights, mas no episódio antes do PPV a equipe inteira, capitães à parte, foi substituída, deixando McIntyre omitido do evento. McIntyre brevemente rivalizou com Finlay da mesma maneira que Truth, com as lutas não propriamente começando até que McIntyre ganhasse sua última luta em menos de dois minutos. No Survivor Series em 22 de novembro, McIntyre teve um lugar na equipe de The Miz para a tradicional luta de eliminação do Survivor Series. McIntyre, The Miz e seu ex-rival Sheamus (anteriormente Sheamus O'Shaunessy) foram os membros sobreviventes de sua equipe vencedora; McIntyre eliminou Evan Bourne e Matt Hardy.

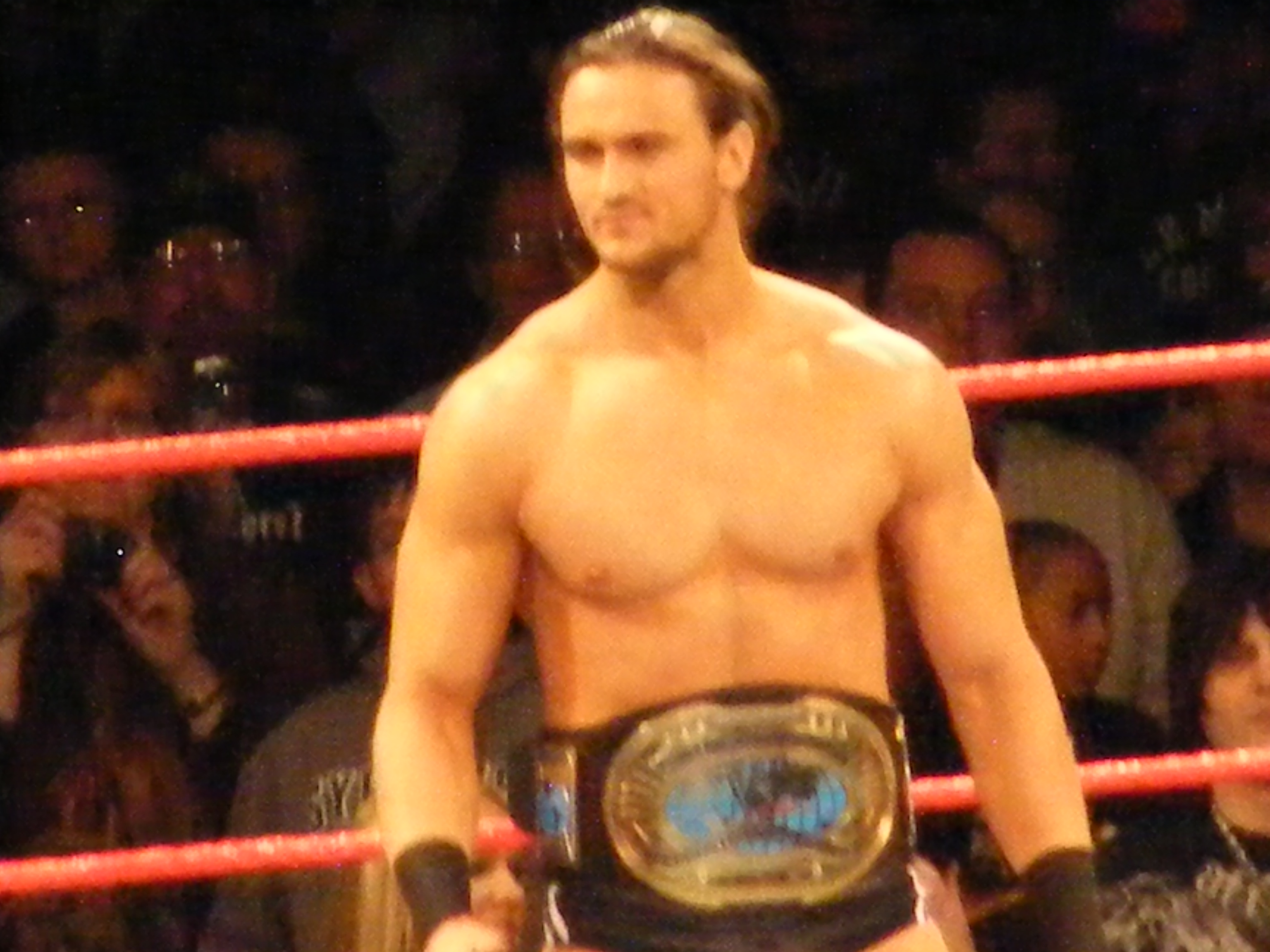
McIntyre como Campeão Intercontinental em dezembro de 2009.

Sendo o único lutador do SmackDown a sobreviver contra o Team Morrison, McIntyre enfrentou e derrotou John Morrison algumas semanas depois, colocando-o na rota do Intercontinental Championship de Morrison no TLC: Tables, Ladders & Chairs. Dias antes do evento, Morrison zombou da herança escocesa de McIntyre vestindo-se como um Braveheart - inspirando-se em William Wallace, mas no TLC em 13 de dezembro, McIntyre conseguiu imobilizar Morrison após um polegar no olho para ganhar o título Intercontinental, seu primeiro título na WWE. Ele manteve o título contra Morrison e depois contra Kane usando táticas dissimuladas. Seu recorde de invencibilidade na televisão terminou em uma luta de qualificação Money in the Bank contra Kane em 26 de fevereiro no episódio do SmackDown, mas Mr. McMahon forçou o gerente geral do SmackDown, Teddy Long, a eliminar a perda. A mesma coisa aconteceu novamente com Matt Hardy antes de McIntyre finalmente se qualificar para a luta ao imobilizar um lutador local. McIntyre então perdeu para The Undertaker em 19 de março e também não conseguiu vencer a luta Money in the Bank em 28 de março na WrestleMania XXVI, sua primeira aparição na WrestleMania. Semanas depois disso, McIntyre continuamente atacou Matt Hardy até que ele foi destituído de seu título em 7 de maio por Long e suspenso devido a storyline; McMahon decretou que ele seria reintegrado como campeão na semana seguinte, minando a autoridade de Long, o que gerou tensão entre McIntyre e Long.
Como resultado, McIntyre enfrentou Kofi Kingston - que havia vencido um torneio para determinar o novo campeão - no Over the Limit em 23 de maio e perdeu o título após 161 dias. McIntyre, no entanto, ainda usou seu relacionamento com McMahon para intimidar Teddy Long, publicamente humilhando e forçando Long a se deitar por ele na luta. No Fatal 4-Way em 20 de junho, McIntyre enfrentou Kingston em uma revanche pelo Intercontinental Championship. Durante a luta, Long assumiu como árbitro, mas se recusou a fazer a contagem de três quando McIntyre venceu a luta. Um vingativo Matt Hardy, em seguida, atacou McIntyre, levando Kingston a vencer a luta e reter o título.
No episódio de 21 de junho do Raw , a facção Nexus atacou McMahon, que o removeu da televisão por um período prolongado e acabou com o tratamento preferencial de McIntyre. Depois de perder para Matt Hardy no episódio de 25 de junho do SmackDown, Long informou a McIntyre que seu visto de trabalho havia expirado e que ele seria deportado de volta para a Escócia imediatamente. Esta história teve uma base na realidade, já que o visto de Galloway realmente expirou e, como resultado, ele foi retirado da televisão.

#### Equipe com Cody Rhodes e várias rivalidades (2010–2012)
McIntyre voltou duas semanas depois e foi reinstaurado depois de pedir a Long e se qualificou para a luta de mesmo nome no Money in the Bank ao derrotar Kofi Kingston.  McIntyre então continuou sua rivalidade com Matt Hardy e o amigo de Hardy, Christian. Ao mesmo tempo, "Dashing" Cody Rhodes também se ofendeu com Matt Hardy e Christian, levando à formação de uma aliança. Em 19 de setembro, no Night of Champions, McIntyre e Rhodes conquistaram o WWE Tag Team Championship em uma luta turmoil de cinco equipes como os últimos participantes. Isso permitiu que eles aparecessem em ambas as marcas. McIntyre e Rhodes então defenderam com sucesso seus títulos duas vezes contra The Hart Dynasty. No Bragging Rights em 24 de outubro, McIntyre e Rhodes perderam os títulos para o The Nexus (John Cena e David Otunga) e dissolveram sua equipe. Em 21 de novembro no Survivor Series, McIntyre participou da tradicional luta Survivor Series 5-contra-5 como membro do Team Del Rio contra o Team Mysterio. McIntyre seria o último homem restante em sua equipe antes de ser eliminado por Big Show. McIntyre participaria da luta Royal Rumble de 40 lutadores em 30 de janeiro, mas seria eliminado por Big Show.
No início de 2011, McIntyre fez parte de uma breve história com Kelly Kelly. Embora Kelly fosse uma personagem popular, McIntyre tentou cortejá-la, apesar de seu comportamento vilão. Ela se recusou a sair com ele, devido aos seus problemas de raiva que foram mostrados durante suas lutas contra Trent Barretta. Em fevereiro, ele participou da luta Elimination Chamber pelo World Heavyweight Championship, mas foi eliminado por Kane. Depois de ser continuamente rejeitado por Kelly, McIntyre se juntou a Vickie Guerrero em uma derrota contra Kelly e Edge no episódio de 22 de fevereiro do SmackDown.
Em 26 de abril, Drew McIntyre foi convocado para a marca Raw como parte do Draft de 2011 e fez sua estréia pela marca em uma derrota para Kofi Kingston. McIntyre apareceu muito raramente no Raw e foi confinado a lutas dark e no Superstars, ele apareceu pela última vez na marca Smackdown em uma luta Blindfold contra Santino Marella, que ele perdeu.
Em 15 de dezembro no episódio do Superstars, McIntyre finalmente venceu uma luta ao derrotar Justin Gabriel, que lhe rendeu um contrato com a SmackDown. Ele mudou para a marca SmackDown em 30 de dezembro e retomou seu relacionamento tenso com o gerente geral Theodore Long. Long pressionou McIntyre para vencer lutas para justificar seu contrato e McIntyre posteriormente começou uma seqüência de oito derrotas consecutivas no início do ano, após a última delas, Long demitiu McIntyre dentro da storyline. Uma semana depois, McIntyre foi reintegrado pelo gerente geral convidado John Laurinaitis, onde finalmente terminou sua seqüência de derrotas ao derrotar Hornswoggle. Ele foi posteriormente incluído na equipe de Laurinaitis na luta de 12 homens na WrestleMania XXVIII, ajudando Laurinaitis a ganhar o controle das marcas Raw e SmackDown. Durante a luta, Drew McIntyre machucou o ombro. Ele voltou no episódio 10 de maio do Superstars derrotando Ezekiel Jackson. Desde o retorno, seu booking permaneceu relativamente o mesmo. Ele continuou a perder a maioria das lutas e foi confinado ao Superstars e house shows. No entanto, ele foi capaz de fazer várias aparições no Raw e SmackDown , mas a maioria delas foram lutas squash contra lutadores como Brodus Clay.
Quando a WWE renomeou seu território de desenvolvimento de FCW, para NXT, McIntyre foi inserido no Gold Rush Tournament para coroar o Campeão inaugural do NXT, onde perdeu para Seth Rollins nas quartas de final em 1 de agosto no episódio do NXT. McIntyre também participou de uma luta fatal four-wai de eliminação em 7 de novembro no episódio de NXT , mas foi eliminado por Bo Dallas.

#### 3MB (2012–2014)

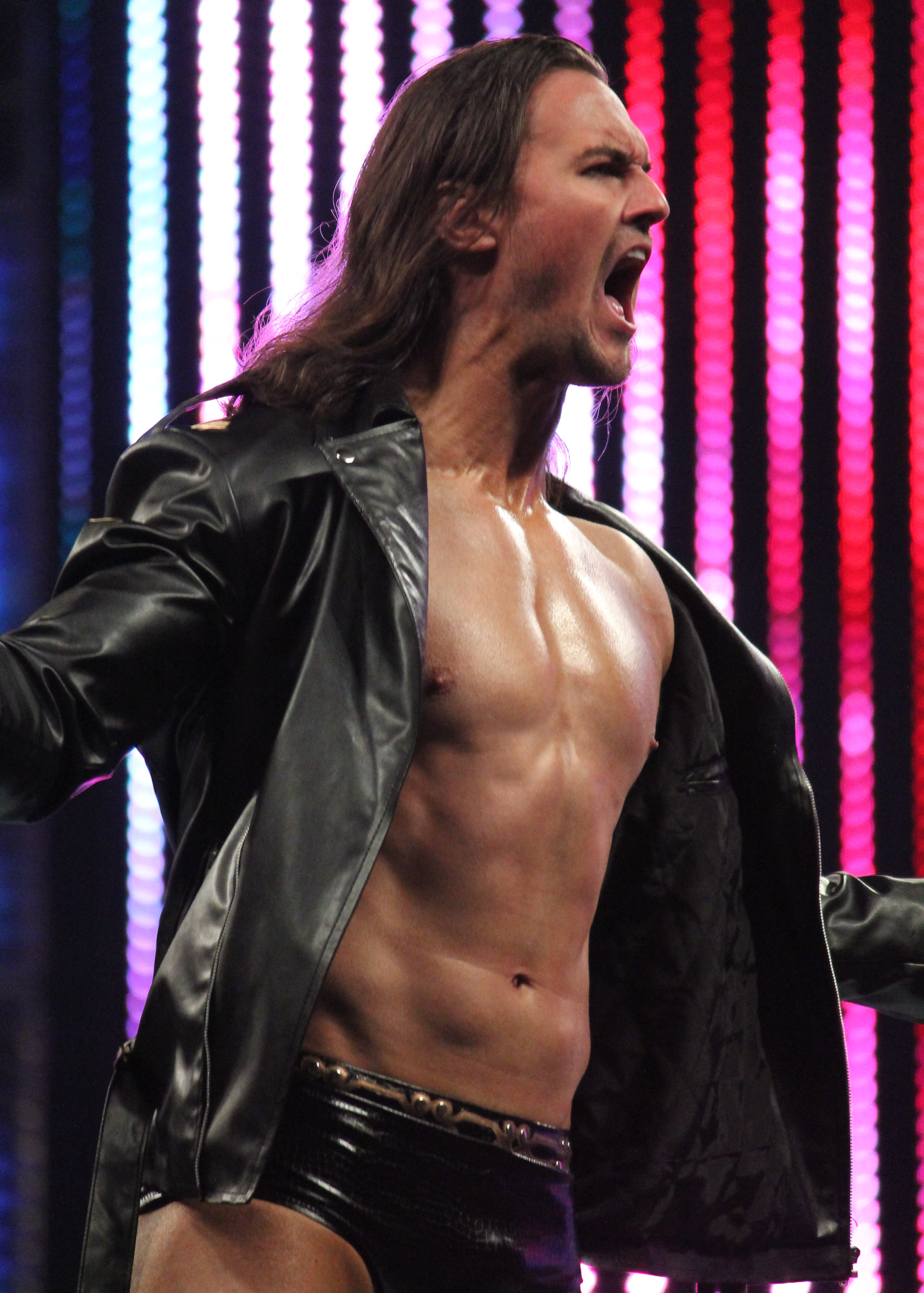
McIntyre como membro do 3MB

No episódio de 21 de setembro do SmackDown, McIntyre e Jinder Mahal interferiram em uma luta entre Heath Slater e Brodus Clay atacando Clay, aliando-se a Slater. O trio ficou conhecido como Three Man Band, ou 3 MB para abreviar. Devido a uma lesão no pulso, McIntyre serbiu como manager de Slater e Mahal em combates de duplas. McIntyre voltou ao ringue no episódio de 7 de dezembro do SmackDown, quando 3MB derrotou a equipe de The Usos e Brodus Clay. No TLC: Tables, Ladders & Chairs, depois de serem convidados no Miz TV e ameaçarem o time espanhol de comentároios, o 3MB desafiou The Miz e Alberto Del Rio a encontrar um parceiro para uma luta de trios para mais tarde naquela noite. Miz  anunciou que seu parceiro seria o Brooklyn Brawler, e eles derrotaram o 3MB. Na noite seguinte no Raw , o 3MB foram derrotados por The Miz e Del Rio novamente, desta vez com Tommy Dreamer como parceiro. Em 31 de dezembro no episódio do Raw , McIntyre e Slater desafiaram o Team Hell No (Daniel Bryan e Kane) pelo WWE Tag Team Championship mas eles foram derrotados. McIntyre e Slater também competiram na primeira rodada do torneio pelo NXT Tag Team Championship para coroar os campeões inaugurais, mas foram derrotados por Adrian Neville e Oliver Gray no episódio de 23 de janeiro do NXT.

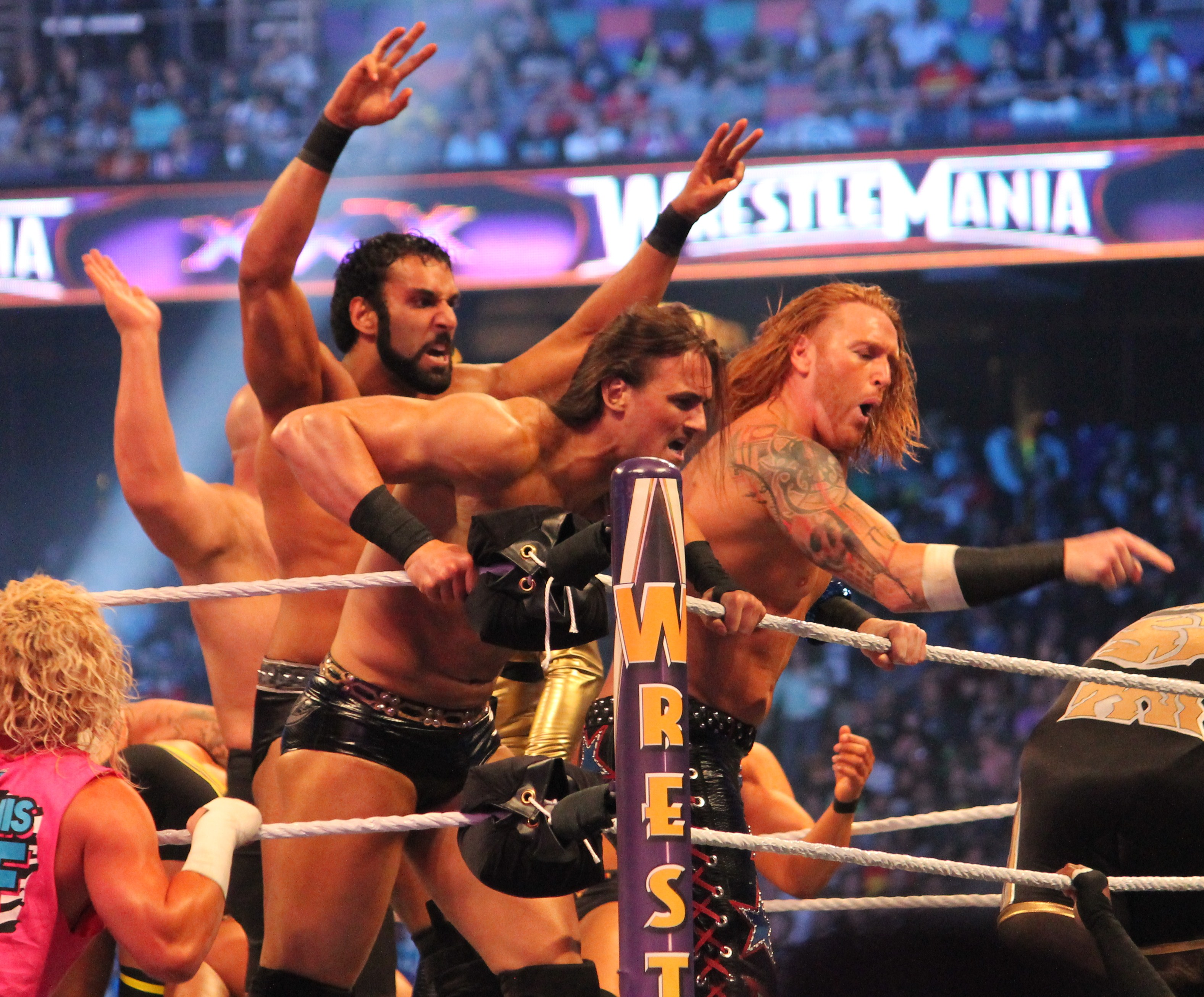
3MB em 2014

No Royal Rumble de 2013, McIntyre competiu na luta Royal Rumble, onde foi eliminado por Chris Jericho. No episódio de 12 de abril do SmackDown, na tentativa de fazer um nome para si próprios, 3MB tentaram atacar Triple H, mas foram atacados pelo The Shield (Dean Ambrose, Seth Rollins e Roman Reigns). No episódio de 15 de abril do Raw, 3MB chamou o The Shield, mas quem apareceu foi Brock Lesnar que atacou o grupo. No episódio de 29 de abril do Raw, 3MB atacaram o The Shield, mas  o The Shield rapidamente viraria o jogo contra eles. Isso resultou em o Team Hell No perseguindo o The Shield, antes de atacar o 3MB.  A partir do final de 2013, o 3MB começou a adotar novos nomes de ringue contra seus oponentes, embora seus infortúnios e perdas permanecessem os mesmos. Na WrestleMania XXX, McIntyre competiu no André the Giant Memorial Battle Royal, mas foi eliminado por Mark Henry. O 3MB então formou uma aliança com Hornswoggle para rivalizar com Los Matadores e El Torito. Em 12 de junho de 2014, a WWE anunciou que McIntyre foi dispensado de seu contrato com a WWE.

### Retorno à ICW (2014-2017)
Tendo voltado a usar seu nome verdadeiro, Galloway fez sua primeira aparição pós-WWE em 27 de julho de 2014, voltando a trabalhar para Mark Dallas na Insane Championship Wrestling (ICW) pela primeira vez em sete anos e começando uma rivalidade com Jack Jester. Em 2 de novembro no evento "Fear & Loathing VII" da ICW em The Barrowlands, Galloway derrotou Jester no evento principal para se tornar duas vezes Campeão dos Pesos Pesados do ICW. Galloway fez sua primeira defesa em Glasgow em 7 de dezembro, derrotando Kid Fite no evento principal da ICW "Brush Your Goose". Galloway fez sua primeira defesa internacional do título na Dinamarca em 20 de dezembro em uma luta triple threat valendo os dois títulos contra o campeão da Danish Pro Wrestling Michael Fynne e Chaos, onde manteve o campeonato da ICW e venceu o DPW Heavyweight Championship. Galloway competiu em sua última luta de 2014 em uma aparição surpresa no ICW "Space Baws 5: Bill Murray Strikes Back", respondendo ao desafio de Lewis Girvan, que estava incitando Galloway para uma luta - Galloway derrotou Girvan para reter o ICW Heavyweight Championship. Após aluta, ele anunciou sua intenção de fazer do título um campeonato mundial, continuando a defendê-lo internacionalmente.
Em 25 de janeiro de 2015 no evento "Square Go", Galloway derrotou o rival Chris Renfrew para manter o título. Em 9 de fevereiro, Galloway defendeu com sucesso seu título contra Matt Hardy em uma luta para a promoção Family Wrestling Entertainment em Nova York, posteriormente renomeando-o como ICW World Heavyweight Championship. Galloway defendeu o título na Austrália pela primeira vez em 20 de março, derrotando Andy Phoenix na gravação do Outback Championship Wrestling TV. Galloway fez sua primeira defesa na Escócia como "Campeão do Mundo" ao derrotar Joe Coffey na luta principal da BarraMania no dia 28 de março. Em 5 de abril, Galloway fez sua primeira defesa do título da ICW na Inglaterra derrotando Doug Williams em um show da Revolution Pro Wrestling (RPW) e em 6 de abril, Galloway fez sua primeira defesa do título da ICW na Irlanda em um show da Pro Wrestling Ulster derrotando Joe Hendry, TRON e Luther Valentine em uma luta Four Way. Em 11 de abril, Galloway derrotou Grado para reter o Campeonato Mundial, após a luta os dois homens foram atacados pelo ex-campeão Jack Jester. Na noite seguinte, Galloway sofreu sua primeira derrota na ICW desde seu retorno, ao se unir a Grado em uma luta de duplas contra Jack Jester e Sabu, onde Grado foi imobilizado. Em 18 de abril, Galloway derrotou Jack Jester e Grado em uma importante luta tripla para reter seu título novamente, antes de ter o título roubado após a luta por Sabu. Na noite seguinte no "Alex Kidd in London" no KOKO, Galloway recuperou a posse do cinturão e reteve o título em uma Elimination Three Way Dance contra Sabu e Jack Jester. Galloway fez sua 13ª bem-sucedida defesa do título mundial ao derrotar Tommy End em turnê com a ICW em Sheffield em 26 de abril de 2015. Galloway terminou a "Insane Entertainment Tour" derrotando Mikey Whiplash no evento principal da "Flawless Victory" em 2 de maio, para mais uma vez reter o ICW World Heavyweight Championship.
Em 18 de julho, Galloway voltou a Nova York para fazer sua 15ª defesa de título bem-sucedida do ICW World Heavyweight Championship, mantendo o título em uma luta Four-Way contra Joey Ace, Logan Black e Matt Macintosh em um show da Warriors of Wrestling. Em 16 de outubro em um show da Max Wrestling na Alemanha, Galloway defendeu o ICW World Championship em uma trilpe threat contra Apu Singh e Chaos, em que o UEWA European Heavyweight Championship de Chaos também estava em jogo.
Na Shug's Hoose Party 2, Galloway deu a volta por cima junto com Jack Jester e ICW GM Red Lightning enquanto se aliavam para formar o 'The Black Label'. Com a ajuda de Jester, ele defendeu com sucesso o título contra Big Damo no evento principal. Galloway continuaria a manter com sucesso seu Campeonato Mundial contra Rhino, Joey D e Kris Travis durante o resto do verão. Como parte da turnê "Road to Fear & Loathing", Galloway fez defesas de título da ICW contra Rampage Brown, Doug Williams, Matt Daly e Coach Trip, bem como vitórias fora do título sobre Rockstar Spud, Marty Scurll, Big Damoe Kenny Williams. Durante a turnê, Galloway também se juntou a Jack Jester, colega do Black Label, para desafiar a Polo Promotions pelo ICW Tag Team Championships, mas foram derrotados após a interferência de Grado. Em 15 de novembro, Galloway perdeu o título contra Grado no Fear & Loathing VIII.
Galloway voltou a ICW em fevereiro de 2016 para a turnê do Reino Unido e Irlanda, marcando vitórias sobre Mark Coffey, Noam Dar e BT Gunn, mas sofrendo uma derrota em uma luta contra Chris Renfrew pelo ICW World Heavyweight Championship. Permanecendo na disputa pelo título, Galloway perderia mais duas lutas pelo ICW Championship contra o novo campeão mundial Big Damo em março e abril. Em 29 de maio de 2016, Galloway voltou às vitórias no evento principal do episódio de estreia da Fight Network no "ICW Friday Night Fight Club", juntando-se a Jester para derrotar The Local Fire (Joe Hendry & Davey Boy). Galloway continuou fazendo parceria com o Black Label para vencer e perder esforços, bem como obter uma vitória sobre Grado em uma revanche do Fear & Loathing VIII. Galloway ficou fora de ação de agosto até novembro devido a uma lesão nas costas, mas iria aparecer em programas da ICW em papéis não-wrestling após sua rivalidade com Mark Dallas. Em 19 de novembro, Galloway anunciou sua saída da ICW devido à gravidade de seus ferimentos, reconciliando-se com Mark Dallas antes de atacar Dallas e revelando ter sido um despertar. Galloway então se juntou a Jack Jester para derrotar Chris Renfrew e Grado em uma importante luta de duplas. No Eventing Fear & Loathing IX, Galloway e o resto do Team Black Label foram derrotados pelo Team Dallas em uma luta de quartetos por 100% de propriedade da ICW. Galloway foi eliminado por último por Chris Renfrew após interferência de Finn Bálor. Foi anunciado em 1º de fevereiro de 2018 que Galloway seria introduzido ao Hall da Fama da ICW.

### Evolve (2014-2017)
Em 8 de agosto de 2014, Galloway estreou na Evolve, derrotando Chris Hero pelo Evolve Championship. No dia seguinte, Galloway derrotou Anthony Nese para reter o título. Sua primeira derrota na Evolve veio no Evolve 33, em uma luta Campeão vs Campeão contra o campeão da DGUSA Open The Freedom Gate, Ricochet. Galloway continuou a defender o título da Evolve nos Estados Unidos contra nomes como Caleb Konley, Stevie Richards, Devin Thomas, Jimmy Rave e Victor Sterling em eventos independentes nos EUA e Rich Swannno no Evolve 34, enquanto também defendia o título internacionalmente na Escócia contra Kid Fite, Johnny Moss, Big Damo e Andy Wild, bem como na Inglaterra, onde reteve por pinfall sobre o campeão mundial de duplas da NWA, Davey Boy Smith Jr.
Após várias defesas de títulos internacionais, Galloway renomeou seu título para "Evolve World Championship" em 9 de janeiro de 2015. Galloway fez sua primeira defesa bem-sucedida como Campeão do Mundo na noite seguinte no Evolve 37, derrotando Ricochet por pinfall.
As defesas do título internacional continuaram em 20 de março de 2015, Galloway derrotou Andy Phoenix em uma luta pelo Triple Championship para a promoção australiana Outback Championship Wrestling, mantendo o Evolve e o ICW World Championships e vencendo o OCW Heavyweight Championship de Phoenix.
Entre 26 e 28 de março de 2015, Galloway competiu em três dos shows da semana WWN Wrestlemania, no Evolve 39, Galloway manteve o Evolve Championship sobre PJ Black antes de uma vitória sem título sobre Uhaa Nation na noite seguinte no Evolve 40. Na terceira noite, no Mercury Rising 2015, Galloway derrotou Johnny Gargano pelo Dragon Gate USA Open the Freedom Gate Championship em uma luta Título vs Título, onde ele também manteve o Evolve Championship para se tornar o campeão duplo.
Galloway fez uma série de defesas dos títulos Evolve e DGUSA entre 4 e 6 de abril de 2015 na Escócia, Inglaterra e Irlanda do Norte, derrotando Marty Scurll, Doug Williams e Joe Hendry, Tron e Luther Valentine em uma luta Four Way.
Em 30 de maio no Evolve 43, Drew Galloway fez sua primeira defesa autônoma do DGUSA Open the Freedom Gate Championship, derrotando Biff Busick no evento principal por pinfall. Na noite seguinte no Evolve 44, Galloway derrotou Roderick Strong para reter o título da Evolve e encerrar sua rivalidade.
Em 10 de julho, Galloway perdeu o Evolve World Championship e o Open the Freedom Gate Championship para Timothy Thatcher. Nesse momento Galloway era o campeão da Evolve com o maio reinado da história e havia estabelecido o recorde de defesas de título. Na noite seguinte no Evolve 46, Galloway afirmou que não tinha problemas para "começar de baixo" novamente e derrotou Trent Barreta - após a luta, ele foi atacado por The Premiere Athlete Brand, onde se defendeu do ataque de Caleb Konley e Anthony Nese antes de atacar de forma incomum Andrea, ameaçando SoCal Val e agredir um árbitro. Após essas ações, Galloway mostrou remorso e recuou. Foi então anunciado que Galloway foi suspenso da EVOLVE.
Após sua suspensão, Galloway voltou a Evolve em novembro de 2015 no Evolve 51, onde foi vitorioso sobre o Campeão Mundial de Pesos Pesados da FIP Caleb Konley. Na noite seguinte no Evolve 52, ele teve uma revanche contra Thatcher pelo Evolve Championship, mas foi derrotado.
Entre 22 e 24 de janeiro de 2016, Galloway e Johnny Gargano entraram em um torneio de três dias para coroar os Campeões de Duplas da Evolve inaugurais. No Evolve 53, eles derrotaram o Catch Point (Drew Gulak e TJ Perkins), no Evolve 54 eles derrotaram The Bravado Brothers e nas finais no Evolve 55, Galloway e Gargano derrotaram Chris Hero e Tommy End para vencerem o torneio e os títulos. Eles perderam os títulos para Drew Gulak e Tracy Williamsem 2 de abril. Após a luta, Galloway começou a reclamar que passou todo o reinado do título como campeão da Evolve trazendo legitimidade para a Evolve apenas para a WWE e mais especificamente o NXT vir e esmagar tudo o que ele fez, ao mesmo tempo que afirmava que as empresas que trabalhavam com a WWE estavam comprometendo a luta independente. Galloway então se virou contra Gargano, atacando ele e Ethan Page. No EVOLVE 60, Galloway derrotou Ethan Page. Nos meses seguintes, Galloway começou a se alinhar com outras estrelas da WWE, começando por Ethan Carter III que estreou para a promoção no Evolve 61 atacando Johnny Gargano durante sua luta contra Galloway. Continuando a rivalidade, Galloway e EC3 derrotaram Gargano e TJP no evento principal em uma Street Fight no Evolve 62 com a ajuda de Chris Hero, que se juntou ao grupo e alegou que Cody Rhodes também se juntaria ao grupo. Na noite seguinte no Evolve 63, Galloway derrotou Ethan Page em uma luta "Anything Goes".
No Evolve 64, uma luta entre Galloway e Drew Gulak foi remarcada como uma luta do evento principal pelo Evolve Tag Team Championship entre Catch Point e Galloway e o retorno de Chuck Taylor (agora lutando sob o nome de "Dustin"). Galloway e DUSTIN foram bem-sucedidos na captura dos títulos, fazendo de Galloway o primeiro duas vezes Campeão de Duplas da Evolve. Na noite seguinte no evento principal do Evolve 65, Galloway derrotou Johnny Gargano, após dois Future Shock DDT, um Claymore Kick e três Tombstone Piledrivers.
Dustin e Galloway fizeram sua primeira defesa do Evolve Tag Team Championship no Evolve 67 em 20 de agosto de 2016. Eles se uniram a EC3 contra Fred Yehi , TJP e Ethan Page (substituto de Tracy Williams) em um No DQ Six Man Tag onde se EC3 sofresse o pin resultaria em uma mudança de título. Neste show, Galloway também construiria uma rivalidade com seu ex-parceiro de duplas na WWE Cody Rhodes e o veterano locutor Joey Styles, após ambos recusarem seu convite para se juntarem à sua "cruzada". Em 13 de novembro, enquanto Galloway estava lesionado, o substituto de Dustin e Galloway, Chris Hero, perdeu o Evolve Tag Team Championship. No entanto, foi mais tarde anunciado que, apesar dos supostos campeões Catch Point segurando os cintos físicos, a Evolve continuaria a reconhecer Galloway e Dustin como os Campeões de Duplas da Evolve.

### Retorno ao circuito independente (2014-2017)
Após seu despedimento na WWE, Galloway voltou ao circuito Independent. Ele teve alguns sucessos notáveis, mesmo fora da ICW, PWG e Evolve. Lutou em vários países diferentes, ganhando títulos na Austrália, Dinamarca, Escócia e outras regiões, enquanto desafia por vários outros. Em 30 de agosto de 2014, a WrestleZone Scotland realizou sua luta anual "Battle of the Nations", que viu Galloway representar a Escócia em uma vitória sobre Andy Wilde, que representou a Inglaterra. O EVOLVE Championship também foi disputado neste encontro, com Galloway retendo. Em novembro, Galloway na promoção de Tommy Dreamer a House of Hardcore no "HOH VII", onde foi derrotado por Austin Aries.
Em 23 de janeiro de 2015, Galloway competiu em um torneio de uma noite pelo Campeonato Mundial da International Wrestling Federation (IWF). Ele derrotou Tommaso Ciampa para avançar para as finais, onde enfrentou Brian Cage, Chris Hero e Uhaa Nation em uma luta four-way de eliminação pelo título vago. Galloway eliminaria Hero por pinfall, mas não conseguiu vencer o título, pois foi o último homem eliminado após uma distração de Stu Stone que permitiu a Cage obter a vitória e o título. Em 24 de abril, Galloway derrotou Doug Williams para vencer o Scottish Heavyweight Championship da Scottish Wrestling Alliance. Ele fez sua primeira defesa bem-sucedida na noite seguinte, derrotando o Campeão de Duplas da SWA Mark Coffey no evento principal. Em uma revanche em novembro, Coffey teve sucesso ao derrotar Galloway pelo título.
Em maio de 2015, Galloway estreou pela Lucha Libre AAA Worldwide (AAA), fazendo parceria com Angelico e El Mesias contra Matt Hardy, Mr. Anderson e Johnny Mundo. Ele voltou ao México em novembro para o evento principal de uma série de shows afiliados a AAA, trabalhando em três combates de trios contra Rey Mysterio, Blue Demon e Dr. Wagner Jr., seus parceiros incluíam Matt Cross, Carlito e Brodus Clay.
Em agosto de 2015, Galloway estreou na Preston City Wrestling (PCW). Ele começou uma rivalidade com Noam Dar, alternando vitórias e derrotas, incluindo uma aparição surpresa no "Supershow of Honor", um evento promocional realizado pela Ring of Honor (ROH) e PCW. Galloway voltou a RPW em outubro, trabalhando em dois shows. Ele foi derrotado no evento principal por Will Ospreay na primeira noite e foi vitorioso sobre o campeão de duplas da RPW James Castle na segunda. Galloway retornou a PCW em fevereiro de 2016, entrando no torneio "Road to Glory", derrotando com sucesso Martin Kirby, Mr. Anderson e Noam Dar, antes de perder para Rampage Brown nas finais.
Em fevereiro de 2016, foi anunciado que Galloway entraria no Westside Xtreme Wrestling (wXw) "16 Carat Gold Tournament". Galloway teve sucesso na primeira rodada, derrotando Silas Young por pinfall. Na terceira noite do torneio, Galloway derrotou Angelico nas quartas-de-final antes de enfrentar imediatamente Axel Dieter Jr. nas semifinais, onde Galloway foi derrotado e eliminado do torneio. wXw anunciou que Galloway retornaria em setembro de 2016.
Em 4 de junho, Galloway se tornou o desafiante número um ao PCW Heavyweight Championship ao vencer a "There Can Be Only One" Gauntlet. Ele derrotou Lionheart para se qualificar e sobreviveu a El Ligero , Dave Mastiff, James Davis, Roy Knight, Zak Knight, Rob Lynch, Alex Boylin, Dave Rayne e Sammy Smooth para vencer a luta Gauntlet. Em 25 de junho, Galloway partipou do evento principal do primeiro iPPV HD na história do Wrestling europeu quando voltou a PCW em seu show "Tribute to the Troops 3", onde recebeu sua oportunidade pelo título. Ele foi derrotado em uma luta triple threat pelo PCW Heavyweight Championship com Sha Samuels e Noam Dar, quando Dar fez com que Samuels se submetesse.
Em 19 de agosto, Galloway estreou na promoção House of Glory (HOG) em Nova York, onde enfrentou um oponente surpresa de Low Ki que foi derrotado, depois que Low Ki respondeu ao pedido de Galloway de um oponente substituto para o ausente Chris Dickinson. Em 26 de agosto, Galloway retornou a BCW para o esgotado "Live in Kilmarnock", onde derrotou o ex-campeão de duplas da BCW Davey Blaze, antes de ser atacado após a luta pelo The Aggression (Kid Fite, Aaron Echo, Lou King Sharp e Davey Blaze). Na noite seguinte na Scottish Wrestling Entertainment em Dundee, Galloway foi vitorioso em uma luta Fatal Four-Way No DQ contra Ethan Carter III, Jack Jester e Joe Hendry.
Respondendo ao desafio aberto de Chris Hero, Galloway estreou na AAW: Professional Wrestling Redefined (AAW) mas foi derrotado em 1 de setembro no evento "Cero Miedo". Ele voltou para "Unstoppable 2016" 30 de dezembro para derrotar Jeff Cobb e declarar sua intenção de lutar pela AAW com mais frequência. Retornando novamente em 20 de janeiro de 2017, Galloway foi bem-sucedido ao derrotar Silas Young, duas vezes Campeão dos Pesos Pesados da AAW, na luta de despedida de Young no evento "Don't Stop Believing".
Galloway fez sua estreia na What Culture Pro Wrestling no dia 24 de agosto de 2016, no "WCPW Stacked", derrotando Doug Williams. Ele derrotou Joseph Conners e Joe Hendry em uma luta triple threat em 30 de novembro para se tornar o novo campeão da WCPW. Galloway manteve o título em defesas com nomes como Hendry, Will Ospreay, Bully Ray e Joe Coffey em ambos os eventos semanais "Loaded" do programa iPPV. Após o anúncio de que Galloway assinou com o NXT, um Rumble de 30 homens foi anunciado pelo WCPW World Championship com Galloway defendendo e entrando com o número 1. Galloway seria o 28º homem eliminado da disputa, perdendo a luta e o título para Martin Kirby em 29 de abril de 2017. Em 30 de abril, Galloway fez sua última aparição na WCPW na Pro Wrestling World Cup Mexican Qualifying, perdendo para Cody Rhodes.
Galloway voltou ao ringue após lesão no evento Fear & Loathing IX da ICW em 20 de novembro como parte da Equipe Black Label na batalha pelo controle de 100% da empresa. Em 26 de novembro para a Wrestlecade na Carolina do Norte. Ele derrotou PJ Black.
Em 28 de janeiro, Galloway competiu em um evento 5 Star Wrestling em um torneio para o 5 Star Wrestling Championship. Ele derrotou Chris Masters, mas foi eliminado pelo ex-rival da WWE John Morrison.
Permanecendo ativo na cena independente, após sua saída da Impact Wrestling, Drew Galloway retornou a AAW para o evento "Homecoming" em 17 de março de 2017. Ele derrotou Zema Ion antes de anunciar sua intenção de lutar pelo AAW Heavyweight Championship. Na mesma semana, Galloway também retornou a IPW: UK pela primeira vez desde 2005, derrotando Rampage Brown em 19 de março de 2017 no evento "Supershow 7". Esta foi a primeira vitória de Galloway na competição IPW: UK.

### Total Nonstop Action Wrestling / TNA

#### The Rising (2015–2016)
Em 29 de janeiro de 2015, Galloway fez uma estreia surpresa na Total Nonstop Action Wrestling durante as gravações do "Impact Wrestling" como um face em Glasgow, Escócia, ajudando o vencedor da segunda temporada do TNA British Boot Camp Grado e entrando em feud com a Beat Down Clan. Na noite seguinte, Galloway competiu pela primeira vez na TNA, respondendo um desafio da Beat Down Clan e vencendo Kenny King em Manchester. Em 31 de janeiro, em Londres, Galloway venceu MVP por desqualificação após a Beat Down Clan interferir na luta. Durante as gravações do Impact Wrestling em 14 de março, ele formou o grupo The Rising com Eli Drake e Micah. Em 10 de abril, The Rising venceu BDC por desqualificação quando Homicide interferiu e atacou Galloway.

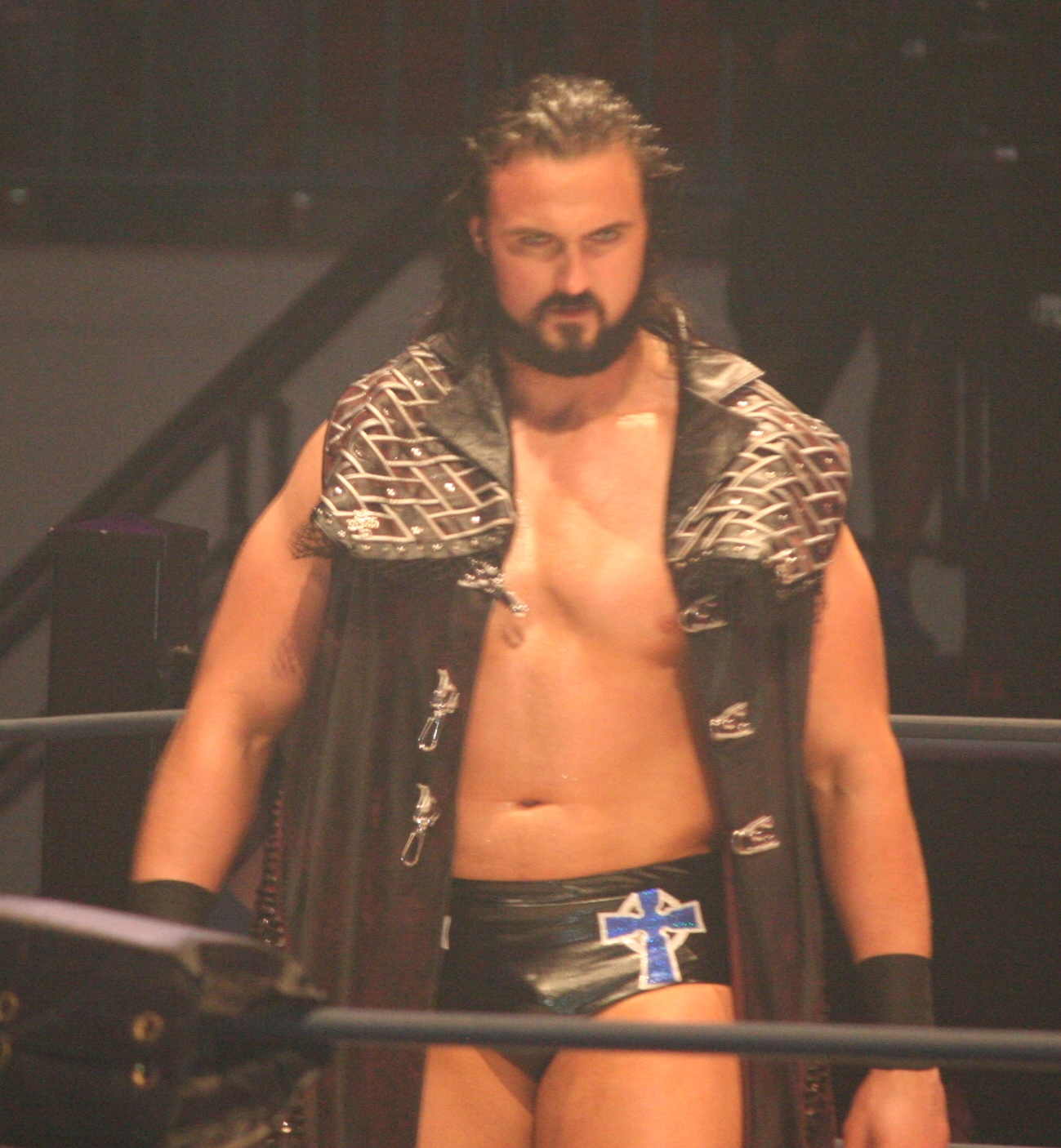
Galloway no Bound for Glory em outubro de 2015

Galloway foi um dos cinco competidores na King of the Mountain do pay-per-view Slammiversary XIII, mas perdeu a luta. Em 24 de junho (transmitido em 1º de julho) a Beat Down Clan venceu The Rising forçando o grupo a se dissolver.
Em 15 de julho de 2015 Drew Galloway venceu uma battle royal para ter o direito de lutar contra Ethan Carter III pelo TNA World Heavyweight Championship naquele show, porém ele perdeu a luta após o antigo membro do The Rising Eli Drake atacá-lo. No show de 16 de setembro, Galloway fez parte do Team TNA composto também por Lashley, Eddie Edwards, Davey Richards e Bram, que venceram o Team GFW de Jeff Jarrett, Sonjay Dutt, Eric Young, Chris Mordetzky e Brian Myers em uma Lethal Lockdown Match quando Galloway fez o pinfall em Myers. Em 23 de setembro, Galloway se tornou o desafiante número um pelo TNA World Heavyweight Championship no Bound for Glory após vencer os outros membros do Team TNA. No Bound for Glory, Galloway competiu em uma luta three-way  pelo título, que foi vencido por Matt Hardy. Durante outubro e novembro, Galloway participou da TNA World Title Series pelo título vago, na qual ele venceu Bram, Grado e Rockstar Spud. No entanto, ele foi eliminado após perder para Lashley.
Galloway competiu no TNA One Night Only: Live pelo TNA World Tag Team Championship junto com Kurt Angle, em luta vencida pelos The Wolves. No episódio de 12 de janeiro, Galloway perdeu para Kurt Angle. Galloway ganhou uma futura oportunidade pelo TNA World Heavyweight Championship por vencer a luta Feast or Fired de 2016. Angle e Galloway fizeram uma  em Manchester, no episódio de 9 de fevereiro, onde Galloway venceu Angle por submissão.

#### Campeão Mundial dos Pesos-Pesados da TNA e Campeão Grand Impact (2016–2017)
No episódio de 15 de março do Impact Wrestling, Galloway fez o cash in da Feast or Fired match para vencer Matt Hardy e ser pela primeira vez Campeão Mundia dos Pesos-Pesados da TNA. Galloway foi o primeiro escocês campeão mundial da TNA. Isso também tornou Galloway o primeiro homem bem sucedido no cash in da Feast or Fired pelo TNA World Heavyweight Championship. Ele fez sua primeira defesa do título na noite seguinte durante uma gravação do Impact Wrestling, vencendo Jeff Hardy. Galloway venceu Matt Hardy na revanche pelo título na gravação de 17 de março.
Galloway participou de um torneio para determinar o primeiro Campeão Impact Grand da TNA, onde derrotou Braxton Sutter nas quartas de final e Eddie Edwards nas semifinais respectivamente. Ele estava agendado para enfrentar Aron Rex na final do toneio no Bound for Glory para coroar o primeiro Campeão Impact Grand, mas devido a uma lesão ele foi substituído por Edwards. No episódio do dia 8 de dezembro do Impact Wrestling, Galloway fez seu retorno interrompendo o Campeão Impact Grand da TNA Moose. Em 19 de janeiro de 2017, Galloway fez seu retorno em ringue na TNA, derrotando Moose para ganhar o Campeonato Impact Grand da TNA. Galloway manteria o título três vezes, derrotando Moose em uma revanche no Impact Wrestling: Genesis, Mahabali Shera no episódio do dia 9 de fevereiro do Impact Wrestling, e Rob Ryzin, antes de perder o título para Moose via decisão dividida em uma segunda revanche.
Em 26 de fevereiro de 2017, Drew Galloway anunciou sua saída da TNA.

### Pro Wrestling Guerrilla (2015–2016)
Galloway estreou na Pro Wrestling Guerrilla em agosto de 2015, competindo no torneio Battle of Los Angeles. Ele foi eliminado pelo eventual finalista "Speedball" Mike Bailey na Noite 2 antes de se juntar a Chuck Taylor, Aero Star, Drew Gulak e Trent em uma luta de dez homens na noite seguinte, contra Timothy Thatcher, Andrew Everett, Drago, Mark Andrews e Tommaso Ciampa.
Galloway voltou a PWG em 2 de janeiro de 2016, no "Lemmy", onde conquistou sua primeira vitória individual na PWG sobre o ex-campeão mundial de duplas da PWG, Jack Evans. Galloway ganhou uma chance pelo título no "Bowie" em 12 de fevereiro de 2016, desafiando o ex-rival Roderick Strong pelo PWG World Championship, mas não teve sucesso. Após a luta, Galloway foi atacado por Strong e Adam Cole até que Zack Saber Jr. apareceu em sua defesa. Galloway retornaria a PWG em março para enfrentar Trent e Trevor Lee no "All Star Weekend 12", apesar de controlar a maior parte do ataque nessas lutas, Galloway perdeu as duas disputas.
Galloway voltou a vencer na PWG no "Prince" em 20 de maio de 2016, lançando um desafio aberto e derrotando Michael Elgin.

### Retorno para a WWE
Campeão do NXT (2017-2018)
Em 1 de abril de 2017, Galloway, mais uma vez anunciado como Drew McIntyre, foi mostrado na tela sentado na primeira fila do NXT TakeOver: Orlando. Foi posteriormente confirmado em uma entrevista exclusiva com a ESPN que ele havia assinado novamente com a WWE e se apresentaria em seu território de desenvolvimento NXT. No episódio de 12 de abril do NXT, McIntyre fez sua re-estreia no NXT como face, com nova música de entrada e exibindo maneirismos que havia desenvolvido no circuito independente, onde derrotou Oney Lorcan. Em 19 de julho no episódio do NXT, McIntyre derrotou Killian Dain para se tornar o candidato número um ao NXT Championship, ganhando o direito de desafiar Bobby Roode no NXT TakeOver: Brooklyn III. No evento de 19 de agosto, McIntyre derrotou Roode para vencer o NXT Championship. Após a luta, McIntyre foi atacado por Bobby Fish, Kyle O'Reilly e o estreante Adam Cole. No episódio de 4 de outubro do NXT, McIntyre conseguiu manter o título contra Roderick Strong.
Nas semanas seguintes, McIntyre começou uma rivalidade com Andrade "Cien" Almas, que levou ao gerente geral William Regal a agendar uma luta pelo título no NXT TakeOver: WarGames. Na noite anterior ao evento, McIntyre defendeu com sucesso seu título contra Adam Cole, com Shawn Michaels como o árbitro convidado especial em um show em San Antonio, Texas. A defesa do título acabaria indo ao ar na WWE Network em 3 de janeiro de 2018. Em 18 de novembro, no NXT Takeover: WarGames, McIntyre perdeu o NXT Championship para Almas, marcando sua primeira derrota no NXT. Após a luta, foi revelado que McIntyre sofreu uma ruptura no bíceps no final da luta.
Aliança com Dolph Ziggler e várias rivalidades (2018-2019)
Em 16 de abril de 2018, durante o Superstar Shake-up, McIntyre voltou de uma lesão no Raw, atacando Titus Worldwide (Titus O'Neil e Apollo Crews) e aliando-se a Dolph Ziggler, virando heel no processo. Na semana seguinte, McIntyre e Ziggler derrotaram Titus Worldwide. No episódio de 18 de junho do Raw, McIntyre ajudou Ziggler a vencer o Intercontinental Championship de Seth Rollins. Na semana seguinte no Raw, Rollins derrotou Ziggler por desqualificação em uma revanche pelo título após interferência de McIntyre, permitindo que Ziggler retivesse o título. Após a luta, Roman Reigns apareceu para ajudar Rollins a se defender de McIntyre e Ziggler. Com Rollins definido para desafiar Ziggler pelo Intercontinental Championship no Extreme Rules em uma luta Iron Man, McIntyre enfrentou Rollins em 9 de julho no Raw para determinar se ele seria permitido ou não no ringue, onde McIntyre venceu. No evento, a luta entrou em prorrogação de morte súbita, e McIntyre distraiu Rollins, permitindo que Ziggler retesse. No episódio do Raw de 27 de agosto , McIntyre e Ziggler formaram uma aliança com Braun Strowman, depois que ele se voltou contra Roman Reigns em uma luta de duplas. Na semana seguinte no Raw , McIntyre e Ziggler derrotaram The B-Team (Bo Dallas e Curtis Axel) para vencerem o Raw Tag Team Championship, começando seu primeiro reinado juntos e o segundo reinado de McIntyre individualmente. McIntyre e Ziggler defenderam com sucesso os títulos contra Seth Rollins e Dean Ambrose no Hell in a Cell. No Super Show-Down em 6 de outubro, McIntyre e Ziggler se uniram a Braun Strowman contra o The Shield (Dean Ambrose, Roman Reigns e Seth Rollins) mas foram derrotados. No episódio de 22 de outubro do Raw, McIntyre e Ziggler perderam o Raw Tag Team Championship para Rollins e Ambrose, quando Braun Strowman atacou McIntyre.
No Survivor Series em novembro, McIntyre competiu como membro do Team Raw na luta Survivor Series, onde ele, Bobby Lashley e Braun Strowman foram os únicos sobreviventes do Team Raw. Na noite seguinte no Raw , McIntyre se juntou a Lashley e Baron Corbin em uma luta de trios contra Strowman, Finn Bálor e Elias, que terminou após McIntyre atacar Strowman com uma cadeira. O trio continuou sua aliança na semana seguinte, com McIntyre e Lashley derrotando Finn Bálor e Elias em suas respectivas lutas. No episódio de 3 de dezembro do Raw, McIntyre encerrou sua parceria com Dolph Ziggler após atacar Ziggler, dizendo que o estava usando apenas para fazer uma declaração, e Ziggler cumpriu seu papel para trazer McIntyre de volta ao topo, fazendo com que Ziggler interrompesse e, por fim, atacasse McIntyre, levando a um luta entre os dois, no qual Ziggler derrotou McIntyre após a interferência de Bálor, dando a McIntyre sua primeira derrota por pinfall desde seu retorno ao plantel principal. No TLC: Tables, Ladders & Chairs, McIntyre perdeu para Bálor, devido à interferência de Ziggler. No episódio de 31 de dezembro do Raw , McIntyre derrotou Ziggler em uma luta steel cage, encerrando sua rivalidade. No Royal Rumble em 27 de janeiro de 2019, McIntyre não conseguiu vencer a luta Royal Rumble, após ser eliminado por Ziggler.
Próximo ao Fastlane, McIntyre retomou sua rivalidade com o The Shield. No Fastlane, McIntyre se juntou a Baron Corbin e Bobby Lashley contra o The Shield mas foram derrotados. Na noite seguinte no Raw, McIntyre violentamente atacou Roman Reigns antes de sua luta agendada com Baron Corbin, o que levou a uma luta com Dean Ambrose mais tarde naquela noite, que McIntyre venceu. No episódio de 18 de março do Raw, McIntyre desafiou Reigns para uma luta na WrestleMania 35, antes de derrotar Seth Rollins no evento principal. Na próxima semana no Raw, Reigns aceitou o desafio de McIntyre antes dos dois começarem a brigar, McIntyre acabou levando a melhor e derrubou Reigns com o Claymore Kick. Na WrestleMania, McIntyre perdeu para Reigns. No episódio de 6 de maio do Raw , McIntyre interrompeu Reigns e exigiu uma revanche da WrestleMania, que Reigns aceitou e derrotou McIntyre por desqualificação. Depois disso, McIntyre se aliou a Shane McMahon, tornando-se seu executor. No Super ShowDown, McMahon derrotou Reigns com a ajuda de McIntyre. Posteriormente, outra luta entre McIntyre e Reigns foi agendada para o Stomping Grounds, onde Reigns derrotou McIntyre, apesar da interferência de McMahon. McIntyre e McMahon perderam para Reigns e The Undertaker em uma luta No Holds Barred de duplas no Extreme Rules, encerrando sua rivalidade. Pouco depois do Extreme Rules, McIntyre terminou sua associação com McMahon e continuou sua carreira como um competidor individual.
Em agosto, McIntyre competiu no torneio King of the Ring, mas foi eliminado na primeira rodada por Ricochet. Depois de um breve hiato, McIntyre retornou em 21 de outubro no Raw, onde foi revelado como um membro de do Team Ric Flair para o Crown Jewel. No evento, o Team Flair perdeu para o Team Hogan. No mês seguinte no Survivor Series, McIntyre fez parte do Team Raw, que foi derrotado pelo Team SmackDown em uma luta Survivor Series 5-contra-5-contra-5, que também envolveu o Team NXT.

### Vencedor do Royal Rumble e Campeão da WWE (2020-presente)
No início de 2020, McIntyre iria embarcar em uma seqüência de vitórias, enquanto prometia vencer o próximo Royal Rumble e receber sua primeira oportunidade de título mundial. No Royal Rumble em 26 de janeiro, McIntyre venceu a luta Royal Rumble ao eliminar Roman Reigns, o que lhe deu uma oportunidade de título na WrestleMania 36. Na luta, McIntyre eliminou seis participantes, incluindo o Campeão da WWE Brock Lesnar. Na noite seguinte no Raw, McIntyre anunciou que escolheu desafiar Lesnar pelo WWE Championship na WrestleMania 36, tornando-se face pela primeira vez no plantel principal. No evento principal da WrestleMania 36, McIntyre derrotou Lesnar para vencerr o WWE Championship.
McIntyre fez sua primeira defesa de título com sucesso contra Big Show na noite seguinte no Raw, antes de entrar em uma rivalidade com Seth Rollins, levando a uma luta pelo título entre os dois no Money in the Bank, que McIntyre venceu. No episódio de 18 de maio do Raw , McIntyre começou uma rivalidade com Bobby Lashley depois que Lashley e MVP observaram a luta de McIntyre da stage. No Backlash, ele defendeu com sucesso o título contra Lashley. No The Horror Show at Extreme Rules, ele manteve o título contra Dolph Ziggler.
McIntyre então manteve seu WWE Championship contra Randy Orton, primeiro no SummerSlam, e novamente em uma luta de ambulância no Clash of Champions. Na noite seguinte no Raw, McIntyre lançou um desafio aberto pelo WWE Championship, que foi respondido por Robert Roode, que McIntyre derrotou. No episódio de 9 de outubro do SmackDown, McIntyre foi a escolha número um do draft e foi convocado para permanecer na marca Raw. No pay-per-view Hell in a Cell em 25 de outubro, McIntyre foi derrotado por Orton em uma luta Hell in a Cell, terminando seu reinado em 202 dias.
McIntyre reconquistou o WWE Championship na edição de 16 de novembro do Raw após derrotar Orton em uma luta sem desqualificação, tomando o lugar de Orton para enfrentar o atual Campeão Universal Roman Reigns no Survivor Series em uma luta sem título Campeão vs Campeão. No evento em 22 de novembro, McIntyre perdeu para Reigns por submissão técnica após interferência de Jey Uso. McIntyre defendeu com sucesso o título contra AJ Styles e The Miz, que uou seu contrato do Money in the Bank no TLC: Tables, Ladders & Chairs em uma luta Triple Threat Tables, Ladders and Chairs. No episódio de 4 de janeiro do Raw, depois de defender com sucesso o WWE Championship contra Keith Lee, McIntyre foi confrontado por Bill Goldberg, que desafiou McIntyre para uma luta no Royal Rumble, que McIntyre aceitou na semana seguinte. No Royal Rumble, McIntyre reteve com sucesso o WWE Championship contra Goldberg. No episódio de 1º de fevereiro, durante sua promo sobre sua luta no Royal Rumble, ele foi interrompido pelo vencedor do Royal Rumble, Edge e seu amigo Sheamus. Sheamus, no entanto, se voltou contra McIntyre o atacando com um Brogue Kick. McIntyre então declarou que Sheamus poderia desafiá-lo a qualquer momento pelo seu título. No Raw de 8 de fevereiro, Shane McMahon e Adam Pearce anunciaram que no Elimination Chamber, McIntyre iria defender o WWE Championship em uma luta Elimination Chamber contra Randy Orton, Sheamus, Jeff Hardy, AJ Styles e The Miz. Mais tarde naquela noite, ele lutou contra Randy Orton em uma luta não válida pelo título. McIntyre perdeu a luta por desqualificação após Sheamus interferir e inadvertidamente atacar Orton com um Brogue Kick. Depois, McIntyre aplicou um Claymore Kick em Sheamus. Em 21 de fevereiro, no Elimination Chamber, McIntyre defendeu o WWE Championship em uma luta Elimination Chamber. Depois de entrar em terceiro, ele iria vencer a luta depois de rebater um Phenomenral Forearm de AJ Styles em uma Claymore Kick no ar. Após a luta, Bobby Lashley atingiu McIntyre com um Spear. The Miz então apareceu e usou seu contrato do Money in the Bank, e aplicou um Skull-Crushing Finale para derrotar McIntyre e vencer o WWE Championship.

## Outras mídias
McIntyre é um personagem jogável nos videogames WWE SmackDown vs. Raw 2011, WWE 12, WWE 13 (DLC), WWE 2K14, WWE 2K18 (DLC), WWE 2K19, WWE 2K20 e WWE 2K Battlegrounds.

## Vida pessoal
Galloway ficou noivo da lutadora profissional americana Taryn Terrell em julho de 2009, e eles se casaram em Las Vegas em maio de 2010. Eles se divorciaram em maio de 2011. Galloway se casou com Kaitlyn Frohnapfel em 10 de dezembro de 2016, e eles residem em Tampa, Flórida.
Galloway é um torcedor do time de futebol escocês Rangers Football Club.  Sua mãe, Ângela, morreu em 3 de novembro de 2012 com 51 anos de idade.

## No Wrestling
- Movimentos de finalização
  - Como Drew Galloway
    - Ego Trip[319] (Swinging side slam em um sitout facebuster)[320] – 2003 - 2007
    - G-Spot (Spike piledriver)[319] – 2003 - 2007
    - Future Shock (WWE)/(Snap double underhook DDT) (circuito independente) – 2009 - presente
    - Thee Move[319] (Cradle kneeling belly to belly piledriver)[320] 2003 - 2007 - usado como signature 2014 - presente

  - Como Drew McIntyre
    - Claymore Kick (Running single leg front dropkick) – 2015 - presente
    - Future Shock DDT (Snap double underhook DDT)[321][322] – 2009 - presente
    - Scot Drop[323] (Reverse STO) – 2007 - 2008
- Movimentos secundários
  - Big boot[324][325]
  - Fireman's carry gutbuster[326][327]
  - Glasgow Kiss (Headbutt)
  - Hangman's neckbreaker nos joelhos[328][329]
  - Northern Lights Suplex[330][331]
  - Powerbomb[327]
  - Short-arm clothesline[327][332]
  - Snap suplex[324][333]
  - Tilt-a-whirl em um backbreaker[334][335] ou um gutbuster[336]
- Alcunhas
  - "Thee"[320]
  - ''The Chosen One'' ("O Escolhido")[337]
  - The Scottish Psycho
- Managers
  - Charles Boddington[17]
  - Dave Taylor[338]
- Temas de entrada
  - "Regality" por Jim Johnston (2007 - 2008)
  - "It's Too Late" por Jim Johnston e David Rasner (28 de agosto de 2009)
  - "Seeing Red" por Jim Johnston (25 de setembro de 2009 - 5 de fevereiro de 2010)
  - "Broken Dreams" por Shaman's Harvest (12 de fevereiro de 2010 - 2012)[339][340]
  - "More That One Man" por Jim Johnston (25 de outubro de 2012 - 12 de junho de 2014; usada como membro dos 3MB)
  - ''Wish It Away'' por Psyko Dalek (2015)
  - "The Ghost In Us" por Dale Oliver (TNA / Impact Wrestling ) (2015 - 2017)
  - "Gallantry" por CFO$ (2017)
  - "Gallantry (Defining Moment Remix)" por CFO$ (23 de abril de 2018 - presente)

## Títulos e prêmios
- British Championship Wrestling

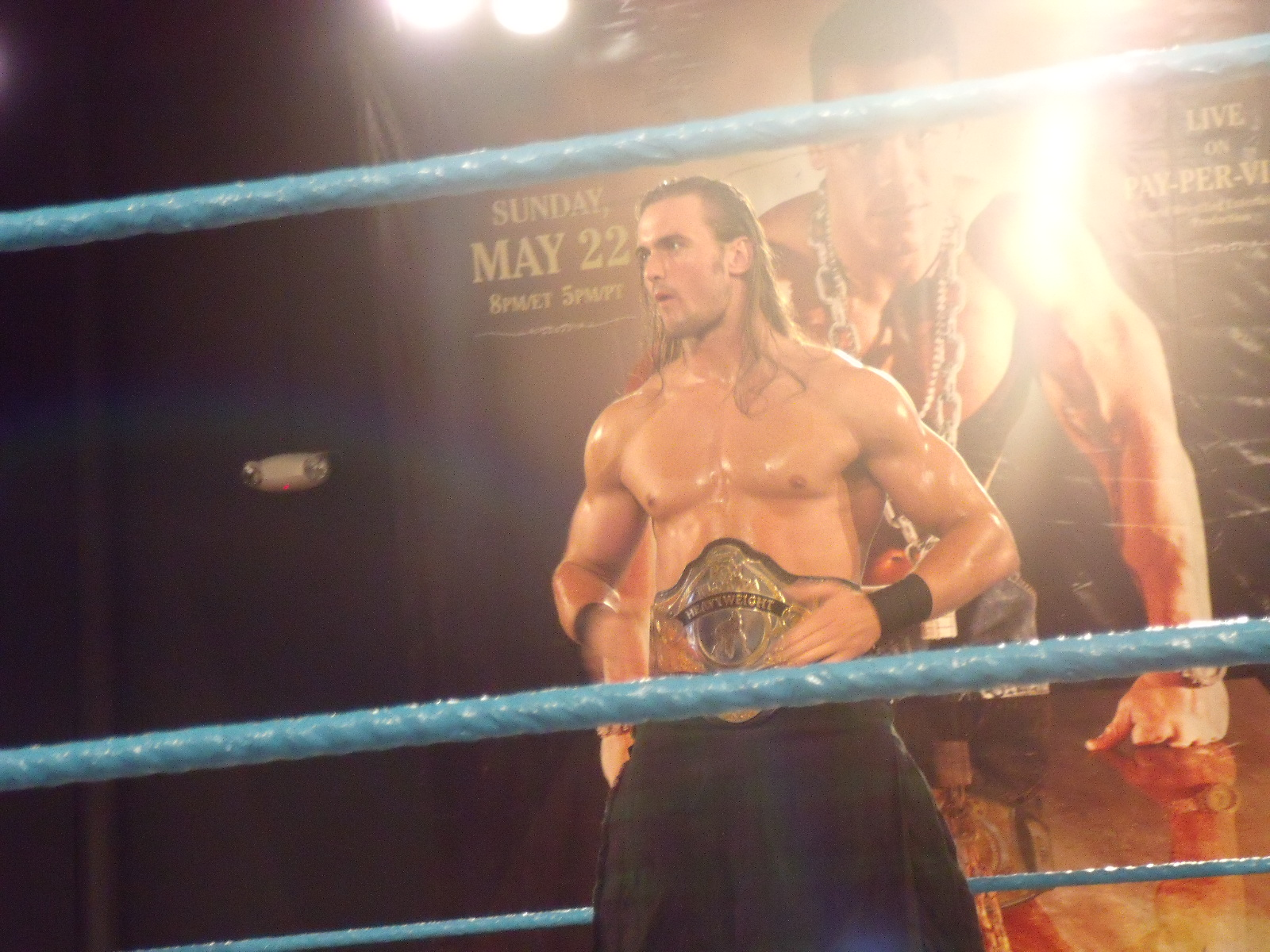
McIntyre como Campeão Floridense dos Pesos-Pesados

  - BCW Heavyweight Championship (2 vezes)[341]
- Danish Pro Wrestling
  - DPW Heavyweight Championship (1 vez)[342]
- Evolve
  - Evolve Championship (1 vez)[157]
  - Evolve Tag Team Championship (2 vezes) – com Johnny Gargano[170] (1), Dustin (1)[172]
  - Evolve Tag Team Championship Tournament (2016) – com Johnny Gargano[170]
  - Open the Freedom Gate Championship (1 vez)[163]
- Fighting Spirit Magazine
  - Lutador Britânico do Ano (2014)
- Florida Championship Wrestling
  - FCW Florida Heavyweight Championship (1 vez)[77]
  - FCW Florida Tag Team Championship (1 vez) – com Stu Sanders[76]
- Insane Championship Wrestling
  - ICW World Heavyweight Championship (2 vezes)[2]
  - ICW Award por Melhor no Mic (2016)
  - ICW Award por Rivalidade do Ano (2016) – The Black Label vs Insane Championship Wrestling
  - ICW Award por Momento do Ano (2014) – Retorno surpresa no "Shug's Hoose Party"[343]
  - ICW Hall of Fame (2018)[4]
- Irish Whip Wrestling
  - IWW International Heavyweight Championship (1 vez)[344]
- Outback Championship Wrestling
  - OCW World Heavyweight Championship (1 vez)[141][345]
- Preston City Wrestling
  - There Can Be Only One Gauntlet (2016)[193]
- Pro Wrestling Illustrated
  - PWI o colocou na #30ª posição dos 500 melhores lutadores individuais em 2010[346]
  - PWI o colocou na #11ª posição dos 500 melhores lutadores individuais em 2016[347]
  - PWI o colocou na #4ª posição dos 500 melhores lutadores individuais em 2020[348]
- Scottish Wrestling Alliance
  - Scottish Heavyweight Championship (1 vez)[349][350][351]
- Total Nonstop Action Wrestling
  - Impact Grand Championship (1 vez)[217][352]
  - TNA World Heavyweight Championship (1 vez)
  - Feast or Fired (2016 – contrato pelo TNA World Heavyweight Championship)
  - Global Impact Tournament (2015) – com Team International (Magnus, The Great Muta, Tigre Uno, Bram, Rockstar Spud, Khoya, Sonjay Dutt e Angelina Love)
  - TNA Joker's Wild (2016)[353]
- Union of European Wrestling Alliances
  - European Heavyweight Championship (1 vez)[354][355]
- What Culture Pro Wrestling
  - WCPW Championship (1 vez)[356]
  - WCPW World Cup: Scotland Tournament (2017) – with Joe Coffey[357]
- World Wrestling Entertainment
  - Medalha de ouro de excelência do Raw (2018)[358][359]
  - NXT Championship (1 vez)[360]
  - Royal Rumble (2020)[361]
  - WWE Championship (2 vezes)[362][363]
  - World Heavyweight Championship (1 vez)
  - WWE Intercontinental Championship (1 vez)[364][365]
  - WWE Tag Team Championship (2 vezes) - com Cody Rhodes e Dolph Ziggler.[366][367]
  - 31º Triple Crown Champion

- Wrestlezone Scotland
  - Battle of the Nations (2014) – representando a Escócia[177][368][369]